# All-Ireland Senior Hurling Championship 1932
L'All-Ireland Senior Football Championship 1932 fu l'edizione numero 46 del principale torneo di hurling irlandese. Kilkenny batté in finale Clare, ottenendo il nono titolo della sua storia.

## Formato
Si tennero solo i campionati provinciali di Leinster e Munster, i cui vincitori avrebbero avuto accesso diretto all'All-Ireland, dove avrebbe avuto accesso anche Galway, ammessa di diritto.

## Torneo
Leinster Senior Hurling Championship
| Navan 1º maggio 1932 Quarto di finale | Kilkenny | 4-6 – 0-2 | Meath | Páirc Tailteann |

| Birr 8 maggio 1932 Quarto di finale | Offaly | 5-2 – 6-8 | Laois | St. Brendan's Park |

| Enniscorthy 8 maggio 1932 Semifinale | Wexford | 2-5 – 4-2 | Dublin | St. Patrick's Park |

| Portlaoise 12 giugno 1932 Semifinale | Laois | 2-5 – 4-12 | Kilkenny | O'Moore Park |

| Portlaoise 24 luglio 1932 Finale | Kilkenny | 4-6 – 3-5 | Dublin | O'Moore Park |

Munster Senior Hurling Championship
| Cork 29 maggio 1932 Quarto di finale | Limerick | 4-2 – 1-5 | Tipperary | Cork Athletic Grounds |

| Dungarvan 12 giugno 1932 Quarto di finale | Waterford | 1-5 – 5-6 | Cork | Fraher Field |

| Limerick 3 luglio 1932 Semifinale | Clare | 8-3 – 2-2 | Kerry | Gaelic Grounds |

| Thurles 17 luglio 1932 Semifinale | Cork | 5-4 – 3-5 | Limerick | Thurles Sportsfield |

| Thurles 31 luglio 1932 Finale | Clare | 5-2 – 4-1 | Cork | Thurles Sportsfield |

All-Ireland Senior Hurling Championship
| Limerick 14 agosto 1932 Semifinale | Clare | 9-4 – 4-14 | Galway | Gaelic Grounds |

| Dublino 4 settembre 1932 Finale | Kilkenny            | 3-3 – 2-3 | Clare | Croke Park (34 392 spett.)\| Arbitro: \| S. Robbins (Offaly) \| |
| Arbitro:                        | S. Robbins (Offaly) |           |       |                                                                 |